# 후궁으로부터의 유괴

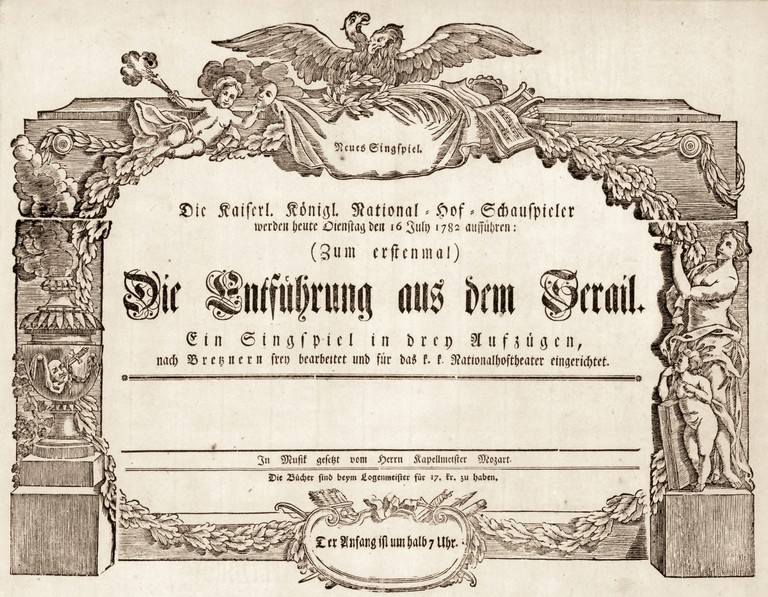

후궁으로부터의 유괴(독일어: Die Entführung aus dem Serail) K.384는 모차르트가 1782년 초에 만든 오페라이며 신성 로마 제국의 당시 황제 요제프 2세가 가장 좋아하는 소프라노 카테리나 카발리에리 (de)가 등장하여 인기를 끌며 황제에게 추천된 오페라이다. 또 제1막의 "근위병들의 합창 (Chor der Janitscharen)" 은 많은 사랑을 받고 있으며 유명 영화 '아마데우스'에도 등장한다. 총 3막.